# Данковиці (Стшелінський повіт)
Данковиці (пол. Dankowice) — село в Польщі, у гміні Стшелін Стшелінського повіту Нижньосілезького воєводства.
Населення — 70 осіб (2011).
У 1975—1998 роках село належало до Вроцлавського воєводства.

## Демографія
Демографічна структура станом на 31 березня 2011 року:
|          | Загалом | Допрацездатний вік | Працездатний вік | Постпрацездатний вік |
| -------- | ------- | ------------------ | ---------------- | -------------------- |
| Чоловіки | 37      | 4                  | 28               | 5                    |
| Жінки    | 33      | 3                  | 17               | 13                   |
| Разом    | 70      | 7                  | 45               | 18                   |